# Saskatoon
Saskatoon (la pronúncia en anglès és /ˌsæskəˈtuːn/) és una ciutat ubicada a la part central de Saskatchewan (Canadà), al sud del riu Saskatchewan. Saskatoon és la ciutat més poblada de la província de Saskatchewan, i ho ha estat des que a mitjans dels anys 1980 va sobrepassar Regina, la capital provincial. El gentilici per als habitants de Saskatoon és Saskatonians.
Coneguda com a "Hub City" i com la "City of Bridges" pels seus set ponts que creuen el riu, el nom de la ciutat procedeix de la paraula misâskwatômina, que en llengua cree fa referència al fruit d'amelanchier alnifolia (un tipus de pom). Durant molt temps el sobrenom de Saskatoon va ser "Hub City", encara que el nom s'abreuja normalment com "S'toon". Després de l'estrena de la pel·lícula Qui ha enredat en Roger Rabbit? el 1988, la ciutat va passar a conèixer-se popularment com "Toontown" (ciutat de dibuixos animats), d'acord amb una ubicació anomenada d'aquesta forma a la pel·lícula, malgrat que l'àlies "Toontown" ja es feia servir a Saskatoon abans de l'estrena de la pel·lícula.

## Història

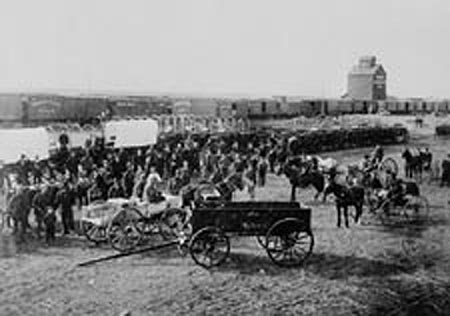
Colons a Saskatoon el 1903.

El primer establiment permanent de Saskatoon va tenir lloc el 1883 quan els metodistes de Toronto, que desitjaven fugir del comerç de licor en aquesta ciutat, van decidir establir una comunitat "seca" a la regió en ràpid creixement de les Praderies Canadenques. La seva organització, la Societat de Colonització per a la Temperança, va examinar inicialment aquesta àrea el 1882 i va considerar que seria una excel·lent ubicació per fundar la seva comunitat basada en la Lliga per a la Temperança. Els colons, dirigits per John Lake, van arribar al lloc que ara ocupa Saskatoon viatjant en ferrocarril des d'Ontario a Moose Jaw, Saskatchewan, i completant el viatge mitjançant carretes tirades per cavalls (el ferrocarril encara no havia estat prolongat fins a Saskatoon). El pla per a la Colònia de la Temperança va fracassar aviat en no aconseguir adquirir una gran extensió de terres dins de la comunitat. Malgrat això, John Lake normalment es considera el fundador de Saskatoon; una escola pública, un parc i dos carrers van portar el seu nom (Lake Crescent que es va obrir en els anys 60 i Eastlake Avenue, que inicialment es va dir Lake Avenue en el primer pla de Saskatoon el 1883 però que posteriorment va canviar de nom per raons desconegudes).
El 1885, diverses cases del carrer 11th Street East van ser utilitzades com a hospitals militars durant la rebel·lió del Nord-oest. La Residència Marr és actualment un edifici històric dirigit per la Meewasin Valley Authority. L'Escola Victòria, la primera escola, va iniciar les seves classes a la cantonada d'11th Street i Broadway Avenue el 1888. Aquesta petita escola, que ara es diu "Little Stone Schoolhouse", és el campus de la Universitat de Saskatchewan. Els ferrocarrils Qu'Appelle, Long Lake i Saskatchewan van arribar a Saskatoon el 1890 i van travessar el riu Saskatchewan del sud, provocant el creixement de la població a la vora oest del riu. El 1901, la població de Saskatoon va assolir la posició 113 i la comunitat a la vora oest va adoptar el nom de "Saskatoon", mentre els residents a la vora de l'est van adoptar el nom de "Nutana". Un tercer nucli, "Riversdale", també es va iniciar just al sud-oest de Saskatoon.

## Clima i geografia
Saskatoon està situada en un gran cinturó de mineral potàssic en el mig sud de Saskatchewan i es troben en terrenys del parc d'Aspen parkland. La falta de muntanyes al seu voltant dona a la ciutat una distribució relativament plana, malgrat que la ciutat s'estén per uns pocs pujols i unes poques valls. El punt més baix de la ciutat és el riu, mentre que el punt més alt està compartit pel suburbi de Sutherland i la subdivisió del costat oest del Confederation Park. Saskatoon, en una secció de l'oest a l'est, mostra una inclinació en l'elevació cap al nivell del mar en direcció al riu, i en la riba est del riu, el terreny torna a guanyar altura fins als límits de la ciutat, quan l'elevació torna a disminuir de nou.
Saskatoon està en un mitjà de prada seca i experimenta estius càlids i hiverns molt crus. La ciutat té quatre estacions. Les temperatures extremes varien dels -40 °C a l'hivern als 40 °C a l'estiu. Saskatoon és bastant sec; la precipitació mitjana anual se situa en els 347,2mm. Un aspecte positiu d'aquesta baixa precipitació és que Saskatoon és una de les ciutats més assolellades del Canadà, amb una mitjana de 2.381 hores de sol anuals. Les temperatures extremes també són més tolerables a causa de la baixa humitat relativa. La temperatura més baixa registrada a Saskatoon va ser de -50 °C el 1893. La temperatura de sensació (combinada amb el vent) més baixa va ser de -61.9 °C. La temperatura més alta registrada va ser de 41 °C el 1988.

## Transports

### Carreteres i ponts
Saskatoon està situada a l'Autovia Yellowhead també coneguda com a Saskatchewan Provincial Highway 16, que connecta Saskatchewan, Manitoba, Alberta i la Colúmbia Britànica. Les autovies provincials 5, 7, 11, 12, 14, 41 i 219 arriben a Saskatoon. L'Autovia provincial 60, que conflueix amb la carretera 7 a l'oest de Saskatoon, va cap al sud fins al proper Pike Lake Provincial Park. Els següents ponts creuen el riu Saskatchewan del sud a Saskatoon: 
- Broadway Bridge
- Circle Drive Bridge
- Sidney L. Buckwold Bridge
- McDonald Bridge (ferrocarril)
- University Bridge
- Victòria Bridge
- Grand Trunk Bridge (ferrocarril)

La construcció d'un cinturó de ronda per a Saskatoon, Circle Drive, va començar a mitjans dels anys 60, però fins a 2005, només s'han completat els seus tres quartes parts.

### Ferrocarrils
El Canadian Pacific Railway i el Canadian National Railway tenen connexions a Saskatoon. Hi ha una estació del VIA Rail per a passatgers que viatgen en ferrocarril. Les múltiples connexions de transport provincials i la situació geogràfica de Saskatoon donen a la ciutat un dels seus sobrenoms, The Hub City. El Museu del Ferrocarril de Saskatchewan està situat als afores de la ciutat.

### Aeroports
L'Aeroport Internacional de Saskatoon (YXE) s'anomena oficialment John G. Diefenbaker International Airport. Va ser objecte de renovació el 2004 i és el més gran de la província, registrant més de 900.000 viatgers anualment. Té connexions directes amb les principals ciutats del Canadà, així com amb Minneapolis, via Northwest Airlines. A l'hivern funcionen vols xàrter amb Mèxic.
El Saskatoon/Corman Air Park està situat al sud-est de Saskatoon i es fa servir bàsicament per a vols privats.

## Educació
El campus de la Universitat de Saskatchewan, està situat al llarg de la riba est del riu Saskatchewan del sud i s'estén per 7,55 km². La universitat es va fundar l'any 1907. Les primeres classes van tenir lloc en l'edifici Drinkle en el centre urbà de Saskatoon. La construcció del campus en la seva ubicació actual es va iniciar el 1909, i tots els edificis originals amb façanes de pedra calcària es conserven actualment. La universitat registra una assistència anual de prop de 19.000 estudiants. La universitat alberga l'únic sincrotró del Canadà, conegut com la Font de Llum Canadenca (Canadian Light Source),
El St. Thomas More College és una escola universitària catòlica federada amb la Universitat de Saskatchewan. També hi estan afiliats el Seminari Teològic Luterà de Saskatoon, el College of Emmanuel, el St. Chaud de l'Església Anglicana del Canadà i el St. Andrew's College de l'Església Unida del Canadà, tots els quals estan situats al campus universitari. El campus de Saskatoon de la First Nations University of Canada està situat a Duke St, amb el seu campus principal a Regina. L'Institut de Ciències Aplicades i Tecnologia de Saskatchewan (SIAST) al campus Kelsey està situat a Idylwyld i 33rd Street. El campus es va fundar el 1963. SIAST és una universitat que ofereix programes de negocis i agricultura, salut i ciència, tecnologia, indústria, puericultura, serveis hospitalaris, serveis comunitaris i educació bàsica.
Saskatoon té 78 escoles elementals i 10 escoles superiors, que acullen prop de 37.000 estudiants. Té també dos consells escolars: el Saskatoon Public School Division i el Saskatoon Catholic School Division.

## Mitjans locals

### Diaris
- Saskatoon Star-Phoenix: diari
- Saskatoon Sun: setmanal publicat per l'Star-Phoenix
- Planet S: bisetmanal independent
- The Sheaf: diari estudiantil de la Universitat de Saskatchewan
- The Neighbourhood Express: mensual

### Emissores de ràdio
- 540 AM - CBK, CBC Radio One
- 600 AM - CJWW, música country
- 650 AM - CKOM, notícies, comentaris
- 860 AM - CBKF, La Première Chaîne
- 90,5 FM - CFCR, ràdio de la comunitat
- 91,7 FM - CITT, informació turística
- 92,9 FM - CFQC, música country (Hot 93)
- 95,1 FM - CFMC, (C95)
- 98,3 FM - CJMK, (Magic 98.3)
- 102,1 FM - CJDJ, (Rock 102)
- 104,1 FM - CIRN, MBC (comunitat First Nations)
- 105,5 FM - CBKS, CBC Radio Dos

### Emissores de televisió
- Canal 4: CFSK, Global Television Network
- Canal 7: (Cable) Saskatchewan Communications Network
- Canal 8: CFQC, CTV television network
- Canal 10: (Cable) Shaw Communications
- Canal 11: CBKST, CBC Television
- Canal 13: CBKFT-1, Télévision de Radio-Canada

## Art i cultura
La major instal·lació artística de la ciutat és el Saskatoon Centennial Auditorium, redenominat com TCU Place a partir de l'1 de gener de 2006, que està situat adjacent al nucli urbà de la Midtown Plaza. Des de la seva obertura el 1967, ha albergat molts concerts, representacions teatrals, esdeveniments en directe com el telemarató Telemiracle o les cerimònies de graduació de les escoles superiors i universitàries. També alberga la Simfònica de Saskatoon. Recentment s'han realitzat multimilionàries obres de renovació del seu teatre principal i en 2005 es va iniciar la seva expansió per a afegir instal·lacions per a convencions. Per als concerts de rock i els shows més importants, la instal·lació major és el Credit Union Centre (abans Saskatchewan Plau). És el major recinte, amb una capacitat d'11.300 espectadors en esdeveniments esportius i 14.000 per a concerts. Entre les actuacions realitzades en el Credit Union Centre han de citar-se les de Aerosmith, Elton John, Kiss, Metallica, Guns N' Roses, The Smashing Pumpkins, Garth Brooks, Cher, B.B. King, Britney Spears, The Black Eyed Peas, Shania Twain i Velvet Revolver.
La Mendel Art Gallery està situada a la vora del ric Saskatchewan del Sud. En els seus 40 anys d'història, la seva col·lecció permanent ha crescut fins a arribar a més de 5.000 obres d'art. Saskatoon també compta amb el Western Development Museum. Aquest museu, un dels quatre en tota la província, documenta la vida dels primers exploradors a Saskatchewan.
La ciutat acull molts festivals i esdeveniments a l'estiu, entre d'altres: Shakespeare on the Saskatchewan Festival Arxivat 2007-12-14 a Wayback Machine., el Saskatchewan Jazz Festival, el Northern Saskatchewan International Children's Festival Arxivat 2008-01-08 a Wayback Machine., el Saskatoon International Fringe Festival Arxivat 2006-04-24 a Wayback Machine., la FolkFest (un festival cultural), i el Canada Remembers Airshow.

## Esports i entreteniments
El Saskatoon Blades de la Lliga d'Hoquei de l'Oest juga els seus partits al Credit Union Centre.
Molts habitants de Saskatoon són seguidors dels Saskatchewan Roughriders de la Lliga de Futbol Canadenc. Els Roughriders juguen a Regina però tenen seguidors a totes les poblacions de la província. Els Saskatoon Hilltops de la Lliga de Futbol Canadenc Juvenil juga els seus partits al Gordie Howe Bowl. Els Hilltops han guanyat 12 campionats nacionals juvenils al llarg de la seva història.
L'equip de la lliga menor de beisbol Saskatoon Yellow Jackets és membre de la Lliga de Beisbol major de l'oest, i juga els seus partits al Cairns Field.

## Serveis de policia
- Saskatoon Police Service
- Royal Canadian Mounted Police
- Corman Park Police Service

## Instal·lacions penitenciàries
- Saskatoon Correctional Centre
- Regional Psychiatric Centre

## Saskatonians il·lustres
- Allan Blakeney: anterior Primer Ministre de Saskatchewan
- Butterfinger: conjunt de rock
- Ethel Catherwood: atleta medallista olímpica
- Kim Coates: actor de cinema i televisió: El client, Waterworld, Pearl Harbor, Prison Break, etc.
- John Diefenbaker: anterior Primer Ministre del Canadà
- Gordie Howe: jugador d'hoquei sobre gel
- Jeff Hyslop: actor de musicals, com Kiss of the Spider Woman
- Catriona Le May Doan: anterior medalla d'or olímpica en patinatge sobre gel, després locutora
- Yann Martel: novel·lista
- Andrea Menard: músic i actor
- Cameron Mitchell: actor de cinema (Els implacables, The Big Game)
- Joni Mitchell: cantant i artista
- Roddy Piper: antic lluitador professional
- Roy Romanow: anterior Primer Ministre de Saskatchewan
- David Sutcliffe: actor de sèries com CSI, Friends, Gilmore Girls i Will & Grace
- Shannon Tweed: actriu i en una ocasió Playboy, playmate de l'any
- David Williams: físic i astronauta

## Situació amb relació a altres comunitates a Saskatchewan
|              | Nord: Martensville \| Warman      |               |
| Oest: Biggar | Saskatoon                         | Est: Humboldt |
|              | Sud: Dundurn \| Davidson \| Craik |               |